# Hubal
Hubal byl bůh, který byl uctíván v Arábii v době před příchodem islámu. Místem jeho uctívání byla Ka'ba a mezi 360 bohy, jež zde byli uctíváni, byl nejvíce ceněn právě Hubal. Měl původně podobu kamenného idolu. Vedle Hubala byli ve svatyni v Ka'bě uctívány především bohyně al-Lát, al-Uzzá a Manát. Tyto bohyně bývají někdy Araby označovány jako „Alláhovy dcery“, které zavrhoval sám prorok Mohamed. Jelikož však prorok příliš nekritizoval Hubala, Julius Wellhausen z toho odvodil, že Hubal je totožný s Alláhem, bohem Mekkánců. To je však předmětem dohadů, např. novodobější rozsáhlá studie Saifulláha a ʿAbdulláha Davida dospěla ke zcela opačnému závěru, totiž že „Hubal není Alláh“.